# Protankyra tuticorenensis
Protankyra tuticorenensis is een zeekomkommer uit de familie Synaptidae.
De wetenschappelijke naam van de soort werd in 1982 gepubliceerd door D.B. James.